# Браун, Памела
Памела Браун (англ. Pamela Beatrice Brown, 31 декабря 1924—1989) — британская писательница, сценарист, актриса, телевизионный режиссёр и продюсер.

## Биография
Родилась 31 декабря 1924 года в Колчестере, Эссекс, Великобритания
Свою первую книгу «Шелест занавеса» Памела Браун начала писать в 14 лет, книга была опубликована в 1941 году, когда ей было шестнадцать, она стала самым заметным произведением в её творчестве, «пережив» множество других произведений, написанных позже. Когда началась Вторая мировая война, она оставила школу в Колчестере и уехала жить в Уэльс со своей семьей. Там продолжала писать, отправляя главы книги своим друзьям в Колчестер.
В книге писательница рассказывает историю семерых детей, увлечённых театром. Они создают любительскую театральную труппу в городке под названием Фенчестер — выдуманное Браун название, созвучное с названием родного города Колчестер. Браун была увлечена театром и ставила пьесы со своими друзьями. Написала несколько продолжений к своей первой книге и другие детские произведения.
Первый роман был адаптирован на радио, телевидении и дал название серии драматических программ для детей по всей Англии. История, рассказанная Браун в книге о группе подростков, увлечённых театром, имела некоторые автобиографические элементы — история опирается на её собственный опыт в Колчестере, где она с друзьями ставила любительские спектакли. Писательница продолжила путь к драматической школе, карьере на сцене и телевидении
Ни одна из книг Браун не имела такого успеха, как «Шелест занавеса», которую она написала практически подростком. Помимо множества переизданий, был поставлен радиосериал на BBC, в 1980 году по книге вышли три серии телесериала. В настоящее время есть театральная школа для молодых людей под названием «Шелест занавеса» с филиалами в нескольких графствах Англии.
Британское издательство Pushkin Press назвало книгу «классикой детской литературы», которая «вдохновила целые поколения детей выйти на сцену». Один из рецензентов написал, что сегодня книга «Шелест занавеса» «представляет собой очаровательный взгляд на мир в прошлом».

### Работа в театре
На полученные средства от издания книги Браун поступила в Королевскую академию драматического искусства, получив специальность актрисы. После этого работала на профессиональной театральной сцене под псевдонимом «Мела Браун».

### Карьера на телевидении
В течение нескольких лет Памела Браун вела детские программы для BBC. Одной из её последних работ на телевидении было появление в качестве гостя в сериале «Голубой Питер» вместе с молодыми актёрами и актрисами, которые играли в телепостановке «Шелест занавеса».
Британские актрисы Мэгги Смит и Эйлин Аткинс называли книги Браун любимыми, выделяя их среди других.
Была замужем за Дональдом Мастерсом. Умерла в 1989 году в Хэмпшире, Великобритания.